# Jeff Hoggan
Jeffrey Allan Hoggan (Hope, 1º febbraio 1978) è un ex hockeista su ghiaccio canadese.

## Carriera
Al termine della carriera universitaria (giocò i campionati NCAA con la University of Nebraska at Omaha), fu messo sotto contratto dagli Houston Aeros, squadra della American Hockey League, con cui disputò alcuni incontri dei play-off della stagione 2001-2002, e le due stagioni successive, vincendo la Calder Cup nel 2002-2003.
Entrò poi nell'orbita dei St. Louis Blues, giocando la stagione 2004-2005 ancora in AHL con il farm team dei Worcester IceCats, mentre nella stagione successiva giocò stabilmente in NHL.
Scaduto il contratto coi Blues, si accasò ai Boston Bruins, ma se nella stagione 2006-2007 giocò perlopiù in NHL, nella postseason e nella stagione successiva giocò quasi esclusivamente nel farm team in AHL, i Providence Bruins.
Nel 2008 passò ai Phoenix Coyotes, che lo girarono ai San Antonio Rampage, raccogliendo in due stagioni solo 8 presenze in NHL.
Nelle due stagioni successive giocò nel massimo campionato tedesco, la Deutsche Eishockey-Liga, con Grizzlys Wolfsburg e Hannover Scorpions, prima di fare ritorno in AHL, dove vestì per 4 stagioni la maglia dei Grand Rapids Griffins, coi quali vinse la seconda Calder Cup personale (2012-2013), e di cui fu capitano per tutte e quattro le stagioni. Nella stagione 2014-2015 fu inoltre insignito del Fred T. Hunt Memorial Award.
Al termine del contratto coi Griffins rimase fermo alcuni mesi, prima che gli venisse offerto un provino dagli Iowa Wild, che alla fine lo misero sotto contratto fino al termine della stagione.
Al termine della stagione si è ritirato per entrare nello staff della squadra giovanile Omaha AAA Hockey Club.

## Palmarès

### Club
- Calder Cup: 2

Houston Aeros: 2002-2003
Grand Rapids Griffins: 2012-2013

### Individuale
- NCAA Second All-American Team: 1

2001-2002
- Fred T. Hunt Memorial Award: 1

2014-2015
- AHL All Star Game: 1

2015-2016